# 팔리사구

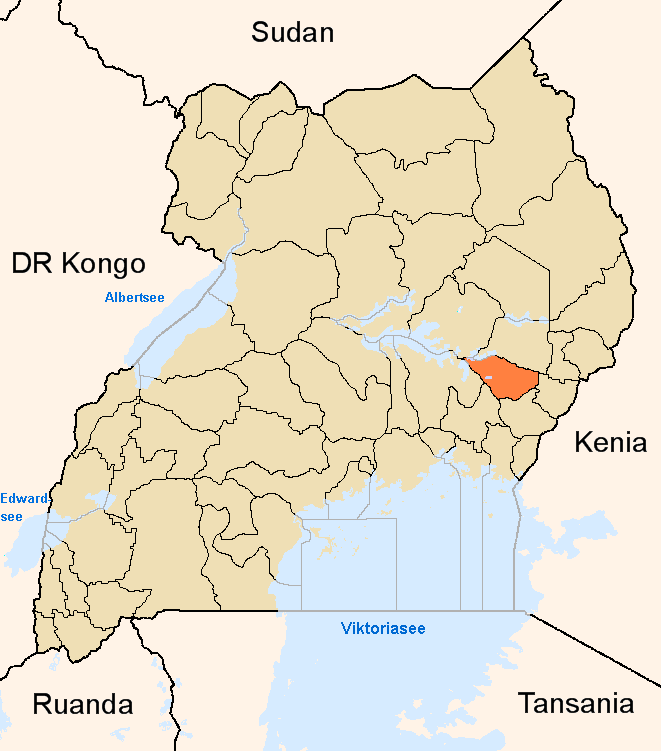
팔리사 구의 위치

팔리사구(Pallisa)는 우간다 남동부에 위치한 구로, 행정 중심지는 팔리사이며 면적은 1,956km2, 인구는 300,729명(2002년 인구 조사 기준)이다.
행정 구역상으로는 동부 주에 속하며 2개 군(키부쿠 군, 팔리사 군)을 관할한다. 남쪽으로는 부탈레자 구, 북쪽으로는 소로티 구와 쿠미 구, 부케데아 구, 동쪽으로는 음발레 구, 남서쪽으로는 나무툼바 구, 칼리로 구와 접한다.

## 같이 보기
- 동부주 (우간다)
- 우간다의 행정 구역